# Río Paine
Río Paine är ett vattendrag i Chile.   Det ligger i regionen Región de Magallanes y de la Antártica Chilena, i den södra delen av landet, 2 000 km söder om huvudstaden Santiago de Chile. Río Paine ligger vid sjön Lago del Toro.
Trakten runt Río Paine är nära nog obefolkad, med mindre än två invånare per kvadratkilometer.